# Goran Veselinović
Goran Veselinović (rođen januara 1969. u Beogradu) je srpski medijski i PR preduzetnik, poznat kao ključna figura u centralizaciji državnog oglašavanja i kontroli medija u Srbiji. Dugogodišnji je prijatelj, saradnik i kum Aleksandra Vučića.

## Biografija
Rođen i odrastao u blokovima Novog Beograda, Veselinović navodno nije završio srednju školu. U mladosti je radio kao vozač i recepcioner u sportskoj hali „Pinki“ u Zemunu, kao i asistent u Srpskog radikalnoj stranci (SRS).
Njegovo prijateljstvo sa Aleksandrom Vučićem datira još iz školskih dana, a poslovni odnos je kroz godine evoluirao od vozača do osobe od poverenja i partnera u različitim poslovnim poduhvatima.

## Poslovni razvoj i mreža
Nakon političkih promena 2012. godine i dolaska Srpske napredne stranke (SNS) na vlast, Veselinović postaje centralna figura u sferi političkog marketinga i oglašavanja. Kroz firme Profiler Team, Block&Connect, Right d.o.o., Second i Media Jobs, uspostavio je poslovnu mrežu koja ima ključnu ulogu u distribuciji državnih i korporativnih budžeta za oglašavanje.
Već prve godine nakon preuzimanja vlasti, Right d.o.o. beleži više desetina puta veće prihode, dok su najveće državne i privatne kompanije počele da plasiraju reklamne budžete isključivo kroz njegove agencije. Kroz agencije Second i Media Jobs, registrovane na istoj adresi, nastavljen je model preraspodele budžeta putem više kanala i kroz formalno različite pravne subjekte.
Prema analizama organizacija za medije, njegov poslovni model omogućio je formiranje zatvorenog sistema u kome pristup državnim i velikim privatnim budžetima za oglašavanje zavisi od lojalnosti prema vladajućoj partiji. Istovremeno, mediji koji se uređivački ne usklade sa zahtevima vlasti često su isključeni iz oglašivačkog sistema, čime se ekonomski ugrožava njihov opstanak.

## Mehanizmi uticaja i upravljanja
Veselinović je poznat po centralizovanom modelu odlučivanja: lično donosi ključne odluke o tome koji će mediji dobijati oglašivačke ugovore, a koji će biti isključeni. Urednici i novinari navode direktne intervencije u uređivačku politiku, uključujući zabranu objavljivanja određenih intervjua (kao što je intervju sa Zoranom Mihajlović u Ekspresu), što je u pojedinim slučajevima dovodilo do ostavki urednika.
Više izvora ističe i promene vlasničke strukture, premeštanje sedišta firmi i korišćenje proxy vlasnika kao deo strategije izbegavanja pažnje javnosti i pravnih ograničenja.

## Profesionalni stil i reputacija
Veselinović izbegava javne nastupe, gotovo da nema javnih izjava ili nastupa u medijima, a poznat je po tajnosti i zatvorenosti, što potvrđuju i novinari iz marketinške i medijske sfere. Njegov uticaj je pre svega posredan, kroz ekonomske tokove i direktnu vezu sa vrhom političke vlasti.
Rad u njegovim agencijama karakteriše stroga hijerarhija i kontrola, sa visokim stepenom lojalnosti koji se očekuje od saradnika. U internim krugovima opisuju ga kao osobu koja brzo reaguje na nepoverenje ili neusaglašenost, a reputacija u poslovnom okruženju je neretko vezana za disciplinu i kontrolu.

## Hronologija
| Godina/Period | Aktivnost                                                                |
| ------------- | ------------------------------------------------------------------------ |
| 1990–2000.    | Recepcioner u hali „Pinki“, vozač, prvi poslovi u oglašavanju i medijima |
| 2000–2010.    | Osnivanje agencija, prvi veliki klijenti, saradnja sa SRS/SNS            |
| 2010.         | Formalizacija kumstva i partnerstva sa Aleksandrom Vučićem               |
| 2012.         | SNS dolazi na vlast, skok prihoda i ekspanzija uticaja                   |
| 2013–2016.    | Pokretanje Ekspresa, regionalno širenje poslovanja                       |
| 2017–2024.    | Učvršćivanje kontrole nad tržištem oglašavanja, povlačenje iz javnosti   |

## Uticaj na društvo
Sistem koji je razvio doveo je do centralizacije državnog i privatnog oglašavanja, sužavanja prostora za nezavisne medije i povećanja ekonomske i uredničke kontrole nad sadržajem. Ovakav model, prema mišljenju više domaćih i međunarodnih organizacija, ima dugoročne posledice po medijski pluralizam i slobodu izražavanja u Srbiji.

## Spoljašnje veze
- Predrag Popović: Nova kasta – Veselinovići i ostali Vučićevi tajkuni
- Cenzolovka: Mihajlović intervju zabranjen
- BIRN: SNS advertising takeover
- CINS: Državni oglasi i medijski pritisci
- Media Ownership Monitor: Veselinović
- RSF: Srbija – medijska kontrola
- Freedom House: Srbija 2024